# Ernst Miesler
Josef Ernst Rudolf Miesler (* 30. September 1879 in Lippstadt, Provinz Westfalen; † 8. Mai 1948 in Hösel, Amt Ratingen-Land, Kreis Düsseldorf-Mettmann) war ein deutscher Landschafts-, Marine- und Stilllebenmaler der Düsseldorfer Schule.

## Leben
Miesler besuchte die Kunstgewerbeschule Düsseldorf. Dort war Georg Hacker sein Lehrer. Um 1900 ließ er sich in Hösel bei Ratingen nieder. In seiner näheren Umgebung malte er Motive aus dem Vogelsangbach- und Angerbachtal. Miesler wurde Mitglied des Künstlervereins Malkasten. Er heiratete Anna Maria Sybilla Huberta, geborene Schunk.